# ORP Jastrząb (1922)
ORP Jastrząb (P-551), poprzednio USS S-25 (SS-130) – okręt podwodny z czasów drugiej wojny światowej amerykańskiego typu S/S-1, będącego trzonem amerykańskiej floty podwodnej w okresie międzywojennym. Wraz z pięcioma innymi okrętami typu S, S-25 został przekazany Wielkiej Brytanii w ramach pomocy wojennej na podstawie ustawy Lend Lease, a przez tę ostatnią wydzierżawiony Polskiej Marynarce Wojennej. Okręt został zatopiony na Morzu Norweskim 2 maja 1942 roku, w wyniku omyłki dowódców sojuszniczych jednostek nawodnych w trakcie operacji dalekiej osłony konwoju PQ-15.
ORP „Jastrząb” jest jak dotąd jedynym w historii PMW okrętem podwodnym, jaki pokonał w stanie wynurzonym Ocean Atlantycki z zachodu na wschód.

## Konstrukcja
„Jastrząb” był przedstawicielem pierwszej serii okrętów podwodnych typu S, opracowanego przez stocznię Electric Boat (EB) w konkursie amerykańskiej marynarki na jednostki typu S. Zgodnie z projektem EB, w odróżnieniu od jednostek typu S opracowanych przez Simone'a Lake’a oraz samą marynarkę, „Jastrząb” miał konstrukcję jednokadłubową ze zbiornikami balastowymi umieszczonymi wewnątrz kadłuba.

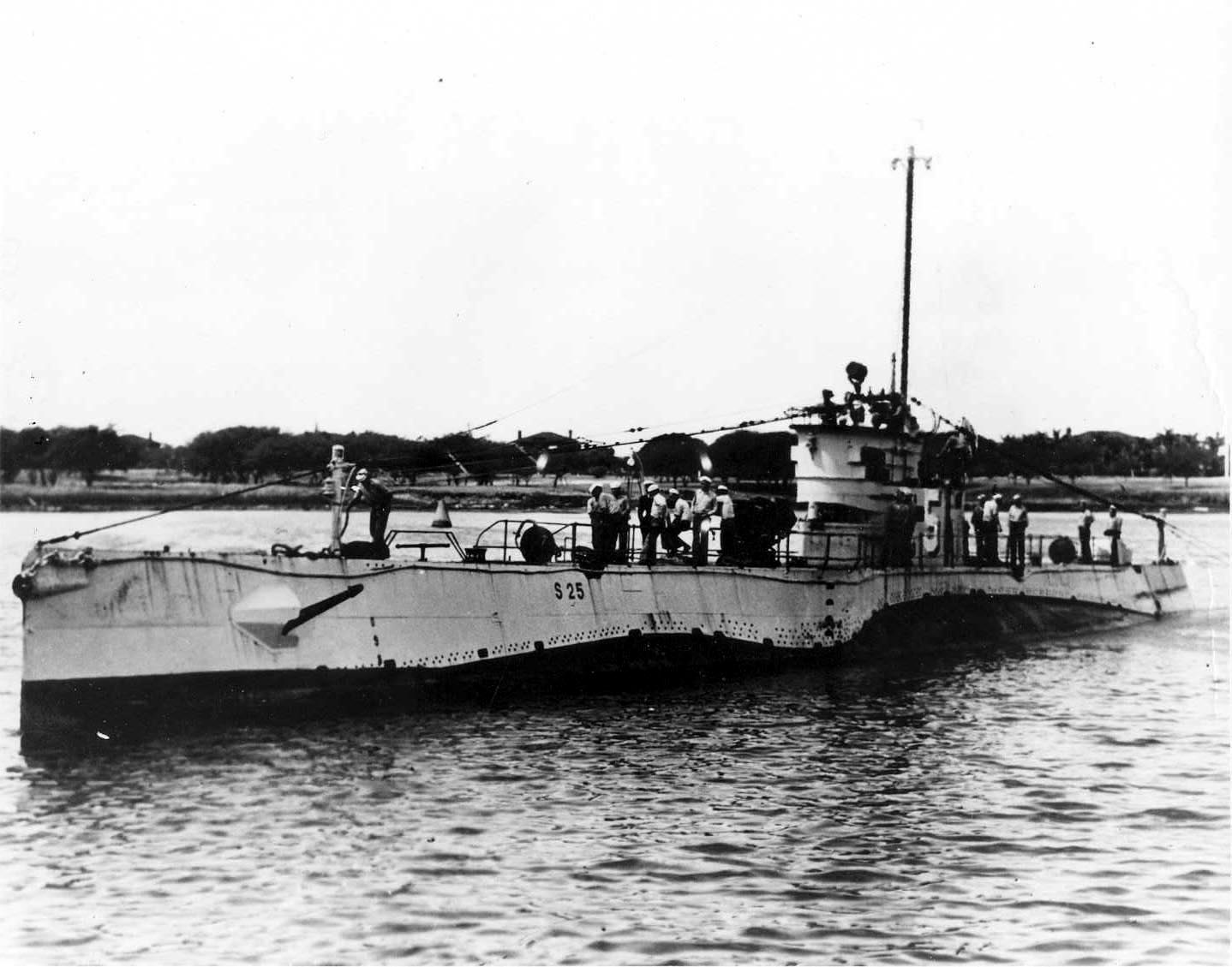
S-25 (SS-130) między 1923 a 1924 rokiem, prawdopodobnie w bazie New London. Na dziobie widoczny składany ster głębokości, zaś na krawędzi dziobu zakończenie rury mocowania holu.

Kadłub miał zaokrąglony wrzecionowaty kształt z wąską nadbudówką umieszczoną w około ¾ długości w kierunku rufy, opadający później ostro w dół do sterów. Same stery umieszczone zostały na samym końcu kadłuba w linii jego osi za bliźniaczymi śrubami. „Jastrząb” wyposażony został w dwie symetrycznie ułożone pary wyrzutni torpedowych kalibru 533 mm na dziobie oraz kotwicę na sterburcie. Cechą tego okrętu był jeden z pierwszych przypadków zastosowania składających się do wnętrza kadłuba dziobowych sterów głębokości, których trzon osłaniany był kanciastą obudową. W okręcie zastosowano charakterystyczny w tym czasie dla projektów stoczni Electric Boat podział baterii akumulatorowych na dwie części, z jedną połową umieszczoną przed centrum kontroli okrętu, drugą zaś zaraz za nim. Na szczytowej krawędzi dziobu umieszczona była rura umożliwiająca zaczep do holowania okrętu, co stanowiło unikatowe rozwiązanie konstrukcyjne Electric Boat. Układ napędowy okrętu składał się dwóch silników Diesla New London Ship and Engine Company (NELSECO) o mocy 600 SHP (448 kW) każdy oraz dwóch silników elektrycznych Ridgway o mocy 750 KM (560 kW) każdy. W zanurzeniu, silniki elektryczne czerpały energię ze 120 ogniw akumulatorowych, napędzając dwa wały napędowe poruszające dwie śruby. Jak wszystkie okręty typu S, S-25 a następnie „Jastrząb” uzbrojony był 12 torped Mark X Mod 3 – po jednej w każdej z czterech umieszczonych na dziobie wyrzutni torpedowych oraz osiem torped zapasu umieszczonych w rakach przedziału torpedowego. Uzbrojenie okrętu uzupełniało jedno działo kalibru 102 mm. Zespół sensorów okrętu stanowiły natomiast peryskop oraz sonary SC i pasywny MV. „Jastrząb” wyposażony był w układ chłodzenia zimnego magazynu, co w czasie projektowania tego typu okrętów było nowością w amerykańskiej flocie podwodnej, a wkrótce po zakończeniu drugiej wojny światowej urządzenia umożliwiające przechowywanie świeżej żywności stały się standardem w okrętach tej klasy.

## Budowa i służba w US Navy

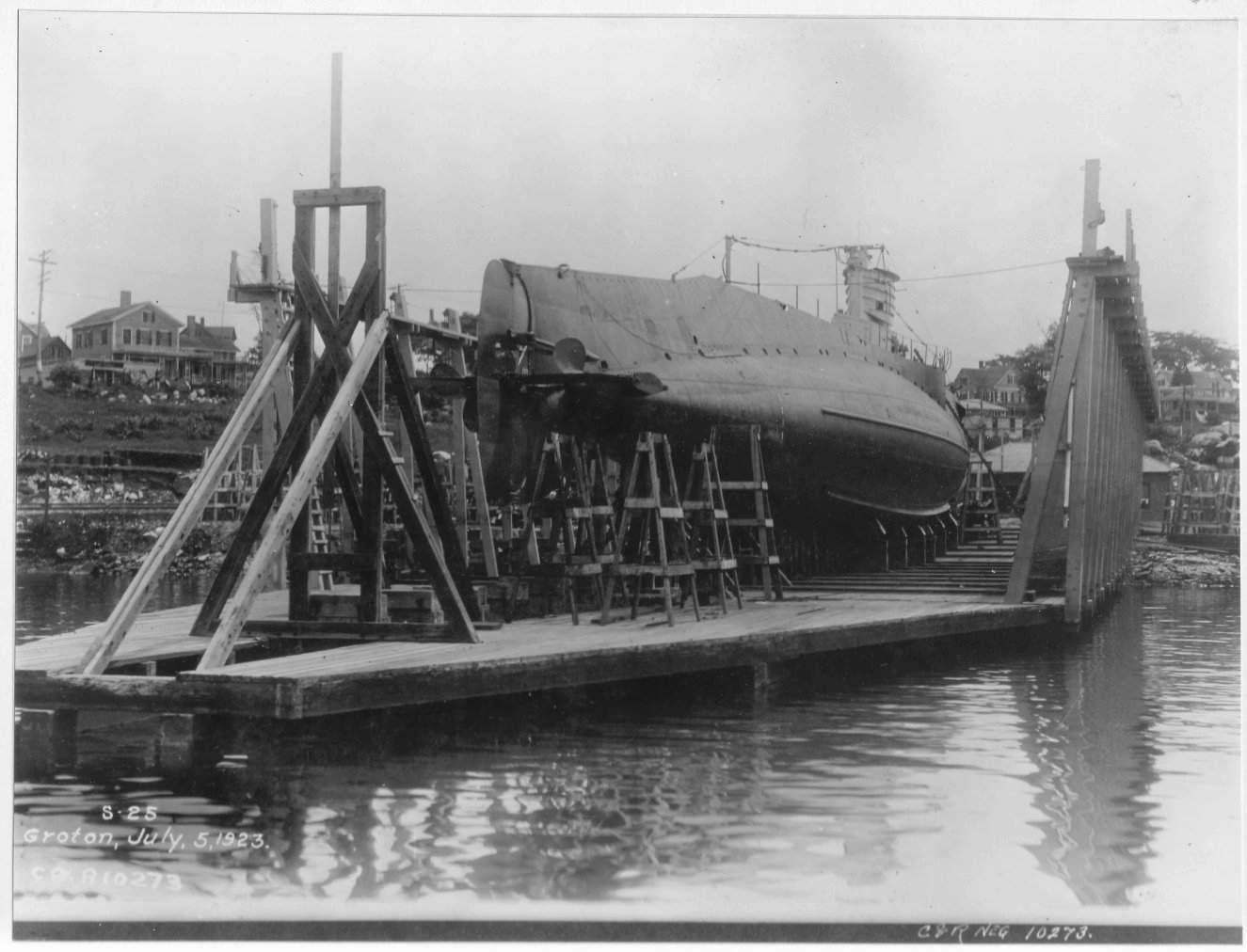
S-25 (SS-130) 7 lipca 1923 roku, tuż przed przyjęciem do służby w US Navy. Widoczne umieszczone na osi okrętu rufowe stery głębokości oraz kadłub ostro ścięty w dół, od zakończenia pokładu do sterów ogonowych.

S-25 należał do pierwszej wybudowanej w stoczni Fore River w Quincy w stanie Massachusetts grupy okrętów typu S-1 (od S-18 do S-29), najbardziej zbliżonej konstrukcyjnie do oryginalnej konstrukcji prototypu USS S-1. Stępkę pod jednostkę położono 16 października 1918 roku, zwodowano zaś ją 29 maja 1922 roku, po czym 9 lipca 1923 roku została przyjęta do służby jako USS S-25 (SS-130) pod dowództwem Lt. Comdr. Georga Forta. W pierwszym okresie służby S-25 operował z bazy New London w Groton w stanie Connecticut, biorąc udział w zimowych manewrach w okolicy Karaibów oraz Strefie Kanału Panamskiego między styczniem a kwietniem 1924 roku. Po zakończeniu ćwiczeń został przeniesiony na zachodnie wybrzeże Stanów Zjednoczonych, gdzie aż do roku 1931 operował na wodach południowej Kalifornii. W tym czasie ponownie jednak brał udział w ćwiczeniach w pobliżu Panamy (między marcem a majem 1927 roku oraz w lutym 1929 roku). W latach 1927, 1928 oraz 1930, brał udział w ćwiczeniach w pobliżu Wysp Hawajskich. W 1930 roku w kolizji z jednostką nawodną uszkodzony został kiosk okrętu. Do naprawy użyto elementów obudowy kiosku okrętu tego typu, który znajdował się na pomniku. 15 kwietnia 1931 roku, S-25 ponownie zmienił bazę macierzystą z San Diego, na Naval Station Pearl Harbor, skąd aż do 1939 roku operował na wodach hawajskich. 16 czerwca tego roku został ponownie przeniesiony do Floty Atlantyku. 25 sierpnia wpłynął ponownie do bazy New London. Okręt przeszedł naprawę i w lutym 1940 roku został przeznaczony do działań w ramach miejscowego dywizjonu testowego. W grudniu 1940 roku przepłynął do Key West w archipelagu Florida Keys, gdzie do maja 1941 roku pełnił rolę szkoleniową, po czym powrócił do bazy New London. W sierpniu 1941 roku rząd brytyjski zwrócił się z prośbą do Stanów Zjednoczonych o przekazanie 18 jednostek typu S opracowanych przez Electric Boat. W Groton S-25 przeszedł wobec tego przygotowania do przekazania okrętu w ramach Lend-Lease Act.

## Przekazanie Marynarce Wojennej
18 listopada 1939 roku w Paryżu została zawarta polsko-brytyjska umowa międzypaństwowa potwierdzająca sojuszniczy charakter polskiej Marynarki Wojennej wobec marynarki brytyjskiej. W dodatkowym, tajnym protokole zapewniony został stronie polskiej stały dopływ nowych okrętów i niezbędnych do ich obsadzenia załóg. 3 grudnia 1940 roku podpisano kolejny protokół do umowy, określający warunki dzierżawy okrętów brytyjskich polskiej Marynarce Wojennej. Na początku 1941 roku jedynym polskim okrętem podwodnym był pozostający w remoncie ORP „Wilk”, którego powrót do służby był wątpliwy z uwagi na zły stan techniczny. W tej sytuacji z części jego załogi wydzielono grupę oficerów i marynarzy do obsadzenia przejmowanego od Wielkiej Brytanii ORP „Sokół”, duża jednak grupa oficerów i marynarzy „Wilka” pozostawała jednak bez rzeczywistego przydziału bojowego. Rozwiązaniem mogło być skierowanie części załogi na inny okręt bojowy. Taką szansą był amerykański okręt podwodny S-25. Na jego przekazanie stronie polskiej w sierpniu 1941 roku wyraziła zgodę Admiralicja brytyjska. Wpływ na decyzję o powierzeniu okrętu marynarce polskiej miały przede wszystkim braki kadrowe w marynarce brytyjskiej w zakresie żołnierzy gotowych do przejęcia okrętu podwodnego. Zadanie skompletowania załogi do przejęcia amerykańskiego okrętu powierzono pełniącemu w tym czasie obowiązki dowódcy ORP „Wilk” kpt. mar. Jerzemu Koziołkowskiemu. 29 września 1941 roku udało się skompletować załogę liczącą łącznie pięćdziesięciu marynarzy. Wśród nich było sześciu oficerów: dowódca okrętu kpt. mar. Bolesław Romanowski, zastępca dowódcy okrętu ppor. mar. Józef Anczykowski, oficer broni podwodnej ppor. mar. Andrzej Guzowski, oficer mechanik por. mar. Franciszek Rydzewski, oficer nawigacyjny ppor. mar. Stanisław Olszowski i ppor. mar. Kazimierz Grocholski bez przydziału etatowego. 15 października 1941 roku w New London rozpoczął się proces przygotowania polskiej załogi do przejęcia S-25. Proces przejmowania okrętu miał trwać około dwóch miesięcy. W tym czasie, pod nadzorem amerykańskich instruktorów, polscy marynarze mieli zapoznać się z przejmowaną jednostką oraz opanować umiejętności związane z jego obsługą. Przyjęte w toku spotkania ustalenia były podstawą do dalszych szczegółowych już uzgodnień Romanowskiego z dotychczasowym dowódcą okrętu S-25 lieut. Peterem Angelo. Niestety, przyjęty początkowo program szkolenia polskiej załogi pod nadzorem amerykańskich instruktorów wkrótce uległ znacznej korekcie. W związku ze zmieniającymi się dyrektywami Kierownictwa Marynarki Wojennej kilkakrotnie zmieniano datę przejęcia okrętu. W rezultacie czas przewidziany na przygotowanie marynarzy do przejęcia pełnej odpowiedzialności za powierzoną im jednostkę skrócono do dwóch tygodni. Kwalifikacje polskich marynarzy do przejęcia okrętu potwierdzone zostały w trakcie ćwiczeń 7. Flotylli Okrętów Podwodnych przeprowadzonych z udziałem obsadzonego przez polską załogę S-25 w dniach od 27 do 31 października 1941 roku. W związku z pozytywnym rezultatem ćwiczeń, już 31 października rozpoczęto procedurę formalnego przekazania okrętu i jego inwentarza. Procedura ta została zakończona podpisem kpt. mar. Bolesław Romanowskiego 4 listopada o godzinie 16.15 czasu lokalnego. Pierwotnie na okręcie miała być podniesiona bandera brytyjska, a polska dopiero poza amerykańskimi wodami terytorialnymi, lecz na skutek zabiegów Romanowskiego, władze wyraziły zgodę na podniesienie od razu bandery polskiej. 4 listopada 1941 roku w bazie New London okręt został oficjalnie wycofany ze służby w United States Navy i jednocześnie przekazany Wielkiej Brytanii, jako HMS P-551, z natychmiastową dzierżawą jednostki przez rząd brytyjski rządowi polskiemu na uchodźstwie. Równocześnie tego dnia o godzinie 16.15 nastąpiło uroczyste podniesienie polskiej bandery, przy obecności wielu zgromadzonych przedstawicieli Polonii. 12 listopada 1941 roku, w Groton, miał miejsce chrzest okrętu – P-551 otrzymał imię „Jastrząb”. Dowództwo objął kpt. Bolesław Romanowski. Nowymi rodzicami chrzestnymi okrętu zostali Anna Strakacz – córka konsula generalnego RP w Nowym Jorku Sylwina Strakacza, oraz admirał Richard S. Edwards. Chrzest okrętu odbył się według anglosaskiego ceremoniału za pomocą słów (pol. Nadaję temu okrętowi imię Jastrząb. Boże błogosław go i wszystkich którzy na nim pływają):

I name this ship Jastrząb. God Bless Her and All that sail with Her

14 listopada 1941 roku o godzinie 13.00 czasu lokalnego, ORP „Jastrząb” wypłynął zgodnie z rozkazem z Groton do St. John’s w Nowej Fundlandii, skąd 21 listopada wypłynął w dalszą drogę do Holy Loch w Szkocji, dokąd zawinął 1 grudnia 1941 roku. Po dotarciu do Wielkiej Brytanii okręt został poddany trwającemu cztery miesiące remontowi w Rothesay oraz w Blyth w celu usunięcia uszkodzeń spowodowanych podczas silnego sztormu w drodze przez Atlantyk. Dokonano także niezbędnych przeróbek, w tym wymiany radiostacji oraz sensorów. W wyniku przeprowadzonych prac modernizacyjnych udało się również zmniejszyć czas zanurzania okrętu z 2 minut do 45 sekund. Po zakończeniu prac remontowych, 22 kwietnia 1942 roku, „Jastrząb” został skierowany do portu Lerwick na Szetlandach, gdzie wszedł w skład brytyjskiej 4. Flotylli Okrętów Podwodnych.

## Osłona konwoju PQ-15
24 kwietnia o godzinie 7.00 wyszedł z Lerwick w swój pierwszy patrol bojowy w rejon północnej trasy konwojów płynących ze sprzętem wojennym z Wielkiej Brytanii do ZSRR z zadaniem dalekiej osłony konwoju PQ-15 do Murmańska. Wśród czterdziestu dwóch członków załogi ORP „Jastrząb” było pięciu oficerów oraz trzydziestu siedmiu podoficerów i marynarzy, w tym trzydziestu dziewięciu Polaków i trzech Anglików.

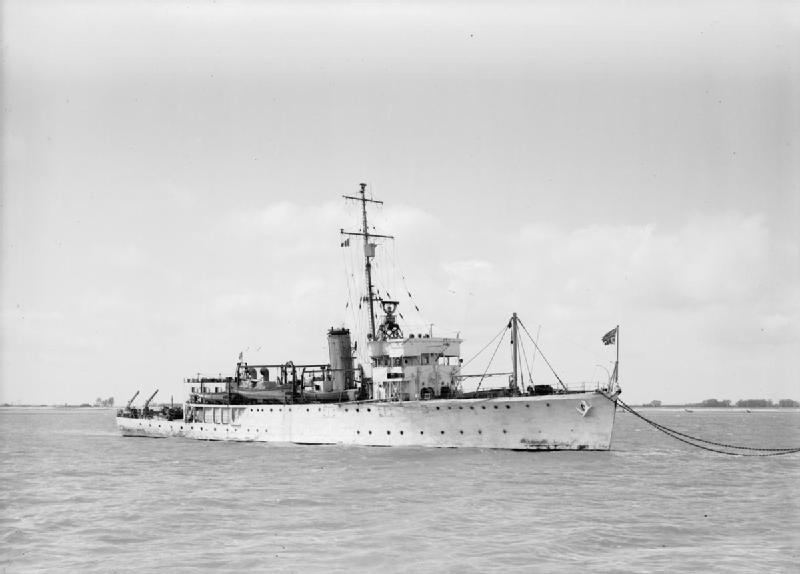
HMS „Seagull”

2 maja 1942 roku nastąpiło nieplanowane spotkanie z konwojem, który napotkał na swej trasie góry lodowe, co spowodowało konieczność zmiany jego kursu ok. 70 mil na południe. Wskutek zmiany marszruty konwój wszedł w rejon operacyjny polskiego okrętu, który został zaatakowany bombami głębinowymi przez eskortujące konwój norweski niszczyciel „St Albans” oraz brytyjski trałowiec HMS „Seagull”. Atak nie został przerwany mimo wystrzelenia przez okręt podwodny sygnałów rozpoznawczych alianckich okrętów podwodnych w postaci żółtych świec dymnych. Po awaryjnym wynurzeniu polskiego okrętu jednostki nawodne prowadziły ostrzał okrętu z broni maszynowej. W wyniku ostrzału życie straciło trzech marynarzy polskich: st. bosman Mieczysław Czub, mat Czesław Kędziora i mar. Władysław Niedzielski oraz dwóch angielskich: lg. signal. Thomas J. Beard i lg. telegr. Martin Down. Rany odniosło czterech oficerów: kpt. mar. Bolesław Romanowski, por. mar. Józef Anczykowski, ppor. mar. Stanisław Olszowski i S. lieut. Hanbury Maurice oraz dwunastu marynarzy. Okręt odniósł poważne uszkodzenia spowodowane bliskimi eksplozjami bomb głębinowych. Płonęła m.in. rufowa bateria akumulatorowa, zalane zostało pomieszczenie silników spalinowych i rufowe pomieszczenie mechanizmów pomocniczych oraz pękł i skręcony został kadłub. Załoga okrętu została przejęta przez HMS „Seagull”. Skala zniszczeń „Jastrzębia” uniemożliwiała mu powrót do bazy, w związku z czym podjęta została decyzja o zatopieniu okrętu przez otwarcie odwietrzników. ORP „Jastrząb” zatonął 2 maja 1942 roku o godzinie 22.00 na przybliżonej pozycji 72° 14' N i 14° 34' E, po wcześniejszym pogrzebie morskim st. mar. Władysława Niedzielskiego.
16 lipca 1942 roku, komisja Admiralicji orzekła, że „Jastrząb” został zatopiony na skutek zbiegu fatalnych okoliczności. Zaliczono do nich nieprzewidzianą zmianę trasy konwoju PQ 15, brak powiadomienia o tym fakcie kapitana Romanowskiego, niedomogi techniczne „Jastrzębia” oraz bardzo złą widzialność, przez co pozycja okrętu zliczona w krytycznym dniu różniła się znacznie od pozycji rzeczywistej. Uwzględniając te fakty, komisja uznała zaatakowanie ORP „Jastrząb” przez „St Albans” i „Seagull” za usprawiedliwione. W raporcie komisji znalazł się także zapis:

Dowódca ORP „Jastrząb” natychmiast po zauważeniu ataku będąc jeszcze pod wodą, nadał właściwe znaki rozpoznawcze, mianowicie żółty dym wskazujący na obecność własnego okrętu podwodnego. Jak się okazało z dochodzenia, oficerowie okrętów atakujących nie byli dostatecznie zaznajomieni z tym środkiem rozpoznawczym – część z nich nigdy boi z żółtym dymem nie widziała w czasie akcji lub ćwiczeń, część uważała widziany dym za powstały z własnej boi dymnej wskazującej miejsce zrzucenia bomb głębinowych. Wobec nie zaprzestania ataku dowódca ORP „Jastrząb” po wynurzeniu użył ostatecznego środka rozpoznania i pomimo gwałtownego ognia skierowanego na pomost okrętu, gdzie cała obsługa została wybita lub zraniona, osobiście rozwinął nad pomostem polską banderę, co również nie zostało w porę zauważone. Oba okręty zaprzestały ognia dopiero po znacznym zbliżeniu się do ORP „Jastrząb”, kiedy przynależność okrętu została bezpośrednio rozpoznana. W tym momencie jednak ORP „Jastrząb” był już tak uszkodzony, że o uratowaniu jego nie mogło być mowy.

Jak stwierdzono, dowódca „St Albans” nie znał obowiązujących przepisów. W rezultacie dowódca alianckiego okrętu został ukarany naganą. Powtarzana informacja, znana w polskiej historiografii, że dowódca „Seagull” zginął i nie uczestniczył w rozprawie komisji, a jego okręt nie powrócił z rejsu jest nieprawdziwa. HMS Seagull doczekał końca wojny (złomowany w 1956) a jego ówczesny dowódca LtCdr C.H. Pollock zmarł 24.03.1983). ORP „Jastrząb” służył pod polską banderą niespełna sześć miesięcy przebywając w tym czasie 3000 mil morskich. We wrześniu 1942 roku załoga „Jastrzębia” została udekorowana Krzyżami Walecznych, głównie za działanie w obronie atakowanego okrętu oraz pełną poświęcenia postawę podczas ataku. W tym czasie trwała już jednak budowa P-52, nowego brytyjskiego okrętu typu U, który w grudniu tego samego roku został obsadzony przez ocalałą z „Jastrzębia” polską załogę, biorąc następnie udział w wojnie podwodnej jako ORP „Dzik”.